# Lupine
Lupine Lighting Systems är ett tyskt företag som tillverkar cykellampor och pannlampor. De är ledande på lampor till mountainbike. De var länge dominerande på pannlampor inom orientering, men på sistone har de fått en konkurrent - Mila.